# The Royals
The Royals é uma série dramática de televisão americana que estreou no E! em 15 de março de 2015. Criado por Mark Schwahn e estrelado por Elizabeth Hurley, é primeira série scripted da rede. O show começou como uma adaptação do romance de Michelle Ray Falling for Hamlet. E! renovou The Royals para uma segunda temporada dois meses antes de sua estréia, e pra terceira temporada em 5 de janeiro de 2016. E! renovou a série para uma quarta temporada em 16 de fevereiro de 2017; a quarta temporada estreou em 11 de março de 2018. Em 16 de agosto de 2018, foi anunciado que E! tinha cancelado a série depois de quatro temporadas. A série chegou no Brasil em 1° de março de 2016, e é transmitida pelo canal pago E!

## Sinopse
Uma família da realeza britânica vivendo na Londres moderna. A série foca no estilo de vida extravagante, tradições e relações públicas.

## Elenco

### Principal
| Legenda | Legenda | Legenda | Legenda    | Legenda | Legenda      | Legenda | Legenda |
| ------- | ------- | ------- | ---------- | ------- | ------------ | ------- | ------- |
|         | Regular |         | Recorrente |         | Participação |         | Ausente |

| Ator              | Personagem                                           | Temporadas | Temporadas | Temporadas | Temporadas |
| Ator              | Personagem                                           | 1          | 2          | 3          | 4          |
| ----------------- | ---------------------------------------------------- | ---------- | ---------- | ---------- | ---------- |
| Vincent Regan     | Rei Simon Henstridge                                 | Principal  | Recorrente | Convidado  | Convidado  |
| Elizabeth Hurley  | Rainha Helena Henstridge                             | Principal  | Principal  | Principal  | Principal  |
| William Moseley   | Príncipe Liam Henstridge                             | Principal  | Principal  | Principal  | Principal  |
| Alexandra Park    | Princesa Eleanor Henstridge                          | Principal  | Principal  | Principal  | Principal  |
| Jake Maskall      | Príncipe Cyrus Henstridge                            | Principal  | Principal  | Principal  | Principal  |
| Tom Austen        | Jasper Frost                                         | Principal  | Principal  | Principal  | Principal  |
| Oliver Milburn    | Ted Pryce                                            | Principal  | Principal  |            |            |
| Merritt Patterson | Ophelia Pryce                                        | Principal  | Convidada  |            |            |
| Genevieve Gaunt   | Rainha Wilhelmina "Willow" Henstridge (antes Moreno) |            | Recorrente | Principal  | Principal  |
| Max Brown         | Rei Robert Henstridge                                |            |            | Principal  | Principal  |

### Elenco recorrente
| Ator                            | Personagem                   | Temporadas | Temporadas | Temporadas | Temporadas |
| Ator                            | Personagem                   | 1          | 2          | 3          | 4          |
| ------------------------------- | ---------------------------- | ---------- | ---------- | ---------- | ---------- |
| Victoria Ekanoye                | Rachel                       | Recorrente | Recorrente | Recorrente | Recorrente |
| Lydia Rose Bewley               | Princesa Penelope Henstridge | Recorrente | Recorrente |            |            |
| Hatty Preston (1ª temporada)    | Princesa Maribel Henstridge  | Recorrente |            |            |            |
| Jerry-Jane Pears (2ª temporada) | Princesa Maribel Henstridge  |            | Recorrente |            |            |
| Andrew Bicknell                 | Lucius                       | Recorrente | Recorrente |            | Convidado  |
| Poppy Corby-Tuech               | Prudence                     | Recorrente | Recorrente |            |            |
| Manpreet Bachu                  | Ashok                        | Recorrente | Recorrente |            |            |
| Scott Maslen                    | James Holloway               | Recorrente | Recorrente |            |            |
| Simon Thomas                    | Nigel Moorefield             | Recorrente | Recorrente |            |            |
| Andrew Cooper                   | Twysden "Beck" Beckwith II   | Convidado  | Recorrente | Convidado  |            |
| Joan Collins                    | Duquesa Alexandra de Oxford  | Convidada  | Recorrente |            | Recorrente |
| Thomas Christian                | Brandon Boone                | Recorrente | Convidado  | Convidado  | Convidado  |
| Leanne Joyce                    | Imogen                       | Convidada  | Recorrente |            |            |
| Tom Ainsley                     | Nick Roane                   | Recorrente | Convidada  |            |            |
| Noah Huntley                    | Capitão Alistair Lacey       | Recorrente | Convidada  |            |            |
| Ukweli Roach                    | Marcus Jeffrys               | Recorrente |            |            |            |
| Sophie Colquhoun                | Gemma Kensington             | Recorrente |            |            |            |
| Rocky Marshall                  | James Hill                   |            | Recorrente | Recorrente | Recorrente |
| Tanveer Ghani                   | Crenshaw                     |            | Recorrente | Recorrente | Convidado  |

## Episódios
| Temporada | Temporada | Episódios | Exibição original      | Exibição original       |
| Temporada | Temporada | Episódios | Estreia de temporada   | Final de temporada      |
| --------- | --------- | --------- | ---------------------- | ----------------------- |
|           | 1         | 10        | 15 de março de 2015    | 17 de maio de 2015      |
|           | 2         | 10        | 15 de novembro de 2015 | 17 de janeiro de 2016   |
|           | 3         | 10        | 4 de dezembro de 2016  | 19 de fevereiro de 2017 |
|           | 4         | 10        | 11 de março de 2018    | 13 de maio de 2018      |